# Luz Clara Vázquez
Luz Clara Vázquez (ur. 2 września 1988) – argentyńska zapaśniczka w stylu wolnym. Zajęła czternaste miejsce na mistrzostwach świata w 2011. Piąta w indywidualnym Pucharze Świata w 2020. Brązowy medal igrzysk panamerykańskich w 2011. Na igrzyskach w 2015, gdzie zdobyła brązowy medal, została zdyskwalifikowana za doping. Trzecia na igrzyskach Ameryki Południowej w 2006 i 2014. Wicemistrzyni mistrzostw panamerykańskich w 2015 i trzecia w 2021. Triumfatorka mistrzostw Ameryki Płd. w 2001, 2012 i 2013 roku. Jej mężem jest kolumbijski zapaśnik Wilson Medina.